# Evrovizijska Melodija 2025
La ventisettesima edizione di Evrovizijska Melodija si è svolta il 1º febbraio 2025 presso gli studi televisivi di RTV Slovenija a Lubiana e ha selezionato il rappresentante della Slovenia all'Eurovision Song Contest 2025 a Basilea, in Svizzera.
Il vincitore è stato Klemen con How Much Time Do We Have Left.

## Organizzazione
L'emittente slovena Radio Televizija Slovenija (RTV SLO) ha confermato la partecipazione della Slovenia all'Eurovision Song Contest 2025 il 16 settembre 2024. Il successivo 28 ottobre l'emittente ha annunciato, dopo due anni di pausa, l'organizzazione di Evrovizijska Melodija per selezionare il proprio rappresentante.
Il 29 ottobre 2024 l'emittente ha dato la possibilità agli aspiranti partecipanti di inviare i propri brani entro il 25 novembre dello stesso anno, con la condizione che gli artisti partecipanti fossero cittadini sloveni, residenti temporanei o permanenti in Slovenia.
La competizione si è svolta in un'unica serata il 1º febbraio 2025, che è stata suddivisa in due parti: nella prima parte, il voto di cinque giurie tematiche (artisti musicali, cantautori e produttori, personalità radiofoniche e televisive, membri dell'OGAE Slovenia, influencer e giornalisti internazionali) ha determinato i due artisti qualificati alla superfinale, ove il solo voto del pubblico ha scelto il vincitore.

## Partecipanti
L'emittente RTV SLO, con l'ausilio di una giuria tecnica composta da Lea Sirk, Filip Vidušin, Alenka Godec, Neja Jerant e Martin Bezjak ha selezionato i 12 partecipanti fra le 122 proposte ricevute, i quali sono stati resi noti il 13 dicembre 2024. Tutti i brani sono stati pubblicati commercialmente il 25 gennaio 2025.
| Artista               | Titolo                        | Lingua  | Compositori                                               |
| --------------------- | ----------------------------- | ------- | --------------------------------------------------------- |
| Anna                  | Čau                           | Sloveno | Krešimir Tomec, Špela Tomec                               |
| Astrid & the Scandals | Touché                        | Inglese | Astrid Ana Kljun, Luka Flegar, Tomaž Zupančič             |
| Eva Pavli             | Niti                          | Sloveno | Eva Pavli, Hugo Smeh                                      |
| Jon Vitezič           | Vse ti dam                    | Sloveno | Jon Vitezič, Peter Dekleva                                |
| July Jones            | New Religion                  | Inglese | Bardo, Gracey, July Jones, Kiris Houston, Neave Applebaum |
| Kiki                  | O-ou!                         | Sloveno | Blaž Mikl, Jovica Novkovič, Laetitia "Kiki" Pohl          |
| Klemen                | How Much Time Do We Have Left | Inglese | Klemen Slakonja, Maja Slatinšek, Ryan Small               |
| PolarAce              | Kind                          | Inglese | Aleksej Ivačič Kolar, Peter Penko                         |
| Rai                   | Frederick's Dead              | Inglese | Lara Gregorčič, Vanja Rok Vrtovec                         |
| Trine                 | Grace                         | Inglese | Jernej Kržič, Trine Slabe                                 |
| Žan Videc             | Pusti da gori                 | Sloveno | Goran Sarjaš, Žan Videc                                   |
| Zven                  | Divja                         | Sloveno | Luka Jamnik, Zvezdana Novakovič                           |

## Finale
La finale si è svolta il 1º febbraio 2025 presso gli studi televisivi di RTV SLO ed è stata presentata da Raiven e Štras. L'ordine d'esibizione è stato reso noto il 25 gennaio 2025.
La serata è stata aperta da Raiven, presentatrice nonché rappresentante della Slovenia all'Eurovision Song Contest 2024, che si è esibita con una versione orchestrale di Veronika. Nel corso della serata sono stati invitati vari ex rappresentanti sloveni (Josip-Cole Moretti, Darja Švajger, Nuša Derenda, Maja Keuc, Lea Sirk, Ana Soklič, Filip Vidušin e Bojan Cvjetićanin), mentre, durante l'intervallo si sono esibiti i MRFY con Hello, e nuovamente Raiven con Hedonista.
Nella prima fase, il voto di cinque giurie tematiche hanno determinato Klemen e July Jones come superfinalisti; nel secondo round il solo voto del pubblico ha proclamato Klemen vincitore della manifestazione.
| #  | Artista               | Brano                         | Giurie | Posizione |
| -- | --------------------- | ----------------------------- | ------ | --------- |
| 1  | Anna                  | Čau                           | 15     | 9         |
| 2  | Zven                  | Divja                         | 21     | 5         |
| 3  | PolarAce              | Kind                          | 15     | 10        |
| 4  | Astrid & the Scandals | Touché                        | 32     | 3         |
| 5  | Jon Vitezič           | Vse ti dam                    | 20     | 7         |
| 6  | Kiki                  | O-ou!                         | 31     | 4         |
| 7  | Eva Pavli             | Niti                          | 18     | 8         |
| 8  | Klemen                | How Much Time Do We Have Left | 51     | 1         |
| 9  | July Jones            | New Religion                  | 50     | 2         |
| 10 | Žan Videc             | Pusti da gori                 | 8      | 11        |
| 11 | Trine                 | Grace                         | 8      | 12        |
| 12 | Rai                   | Frederick's Dead              | 21     | 6         |

| Brano                         | OGAE | Musicisti | Televisione | Radio | Influencer | Totale |
| ----------------------------- | ---- | --------- | ----------- | ----- | ---------- | ------ |
| Čau                           | 6    | 2         | 7           |       |            | 15     |
| Divja                         | 8    | 1         | 2           | 4     | 6          | 21     |
| Kind                          | 2    |           | 6           | 7     |            | 15     |
| Touché                        | 10   | 10        | 3           | 6     | 3          | 32     |
| Vse ti dam                    | 4    |           | 4           | 2     | 10         | 20     |
| O-ou!                         | 1    | 7         | 10          | 8     | 5          | 31     |
| Niti                          | 5    | 5         | 1           |       | 7          | 18     |
| How Much Time Do We Have Left | 7    | 12        | 12          | 12    | 8          | 51     |
| New Religion                  | 12   | 8         | 8           | 10    | 12         | 50     |
| Pusti da gori                 |      | 4         |             | 3     | 1          | 8      |
| Grace                         |      | 3         |             | 1     | 4          | 8      |
| Frederick's Dead              | 3    | 6         | 5           | 5     | 2          | 21     |

### Superfinale
| Artista    | Brano                         | Televoto | Televoto | Posizione |
| ---------- | ----------------------------- | -------- | -------- | --------- |
| Klemen     | How Much Time Do We Have Left | 8 895    | 66,90%   | 1         |
| July Jones | New Religion                  | 4 400    | 33,10%   | 2         |